# 西川甚五郎 (2代)
2代西川 甚五郎（にしかわ じんごろう、1582年（天正10年） - 1675年10月23日（延宝3年9月5日）は、江戸時代初期の近江商人。西川甚五郎家山形屋2代、近江蚊帳の特徴である萌葱色を創案し、近江蚊帳を全国に普及させた。

## 生涯
1582年（天正10年）、近江国蒲生郡南津田村（現近江八幡市南津田町）において山形屋初代西川仁右衛門の五男二女の第五子四男として甚五郎は誕生した。
1596年（慶長元年）この頃父仁右衛門は、4人の息子（市右衛門・弥兵衛・久右衛門・甚五郎）を一人づゝ連れ能登国鳳至郡門前町の地に赴いて蚊帳を販売し、帰りに能登の海産物を仕入れ八幡山下町で卸し売りを行う。西川家の文書によればこの商いは1602年（慶長7年）の頃まで続けられた。1628年（寛永5年）家督を譲り受ける。
今日、蚊帳といえば萌黄色に紅布の縁がついたものをイメージする。これが近江蚊帳で、そのデザインを考案したのが甚五郎であった。緑と赤、このデザインが江戸時代の人達の評判となり、一躍人気商品として定着した。この蚊帳を創るに至った話が今も伝えられている。それによれば、「甚五郎が江戸に向かって箱根越えの途中木陰に身を横たえ休みを取っていた。気がつくと、緑色のつたかずらが一面に広がり生き生きとしたかずらの若葉の色が目に映えて、そのさわやかな気分はまるで仙境にいるようだった。『夢』から覚めた甚五郎は、夢のイメージを蚊帳に再現することを思い立ち、『寝る時も、また目覚めた時も、涼味あふれる緑に囲まれていたならば、蚊帳の中にいる人の気持ちを和ませ、爽快な気持ちにさせるであろう』と考えた。」、近江蚊帳はこのようにして、萌黄色に染められ紅色の縁取りを施されて登場した。甚五郎は近江蚊帳の評判により山形屋を飛躍させた。
小幡町の最上屋善太郎の娘と結婚するが、子に恵まれなかった。このため長兄市右衛門の長男利助を養子とし、次兄嶋屋弥兵衛の息女かめと結婚させた。1667年（寛文7年）3代利助に家督を譲る。甚五郎は1675年10月23日（（旧暦）延宝3年9月5日）に死去した。

## 家族
系図より
- 父 西川仁右衛門
- 母 南津田村藤木宗右衛門の娘（1567年（永禄10年）-1629年（寛永6年））
- 長兄 市右衛門（能登国鳳至郡門前町鹿磯に住む 3代当主利助の父）
- 次兄 弥兵衛（嶋屋弥兵衛始祖）
- 三兄 久右衛門（永原町分家）
- 弟 七郎兵衛（釘抜屋又七郎家始祖）

- 妻 小幡町最上屋善太郎の娘
- 養子 利助（山形屋第3代・長兄市右衛門の長男）
- 同妻 かめ（次兄弥兵衛の娘）